# Saint-Brice-sur-Vienne
Saint-Brice-sur-Vienne (okzitanisch: Sent Brecís) ist eine französische Gemeinde mit 1.651 Einwohnern (Stand: 1. Januar 2022) im Département Haute-Vienne in der Region Nouvelle-Aquitaine. Sie gehört zum Arrondissement Rochechouart sowie zum Kanton Saint-Junien und ist Mitglied im Gemeindeverband Vienne Glane. Die Einwohner werden Saint-Briçois genannt.

## Geographie
Saint-Brice-sur-Vienne liegt etwa 24 Kilometer westnordwestlich von Limoges an der Vienne, die zugleich die südliche Grenze der Gemeinde bildet. Umgeben wird Saint-Brice-sur-Vienne von den Nachbargemeinden Javerdat im Norden, Oradour-sur-Glane im Nordosten, Saint-Victurnien im Osten, Cognac-la-Forêt im Südosten, Saint-Martin-de-Jussac im Süden, Saint-Junien im Westen sowie Brigueuil im Nordwesten.
Durch die Gemeinde führt die Route nationale 141.

## Bevölkerungsentwicklung
| Jahr                       | 1962 | 1968 | 1975 | 1982 | 1990 | 1999 | 2006 | 2013 |
| Einwohner                  | 1274 | 1242 | 1121 | 1274 | 1431 | 1396 | 1477 | 1656 |
| Quellen: Cassini und INSEE |      |      |      |      |      |      |      |      |

## Sehenswürdigkeiten

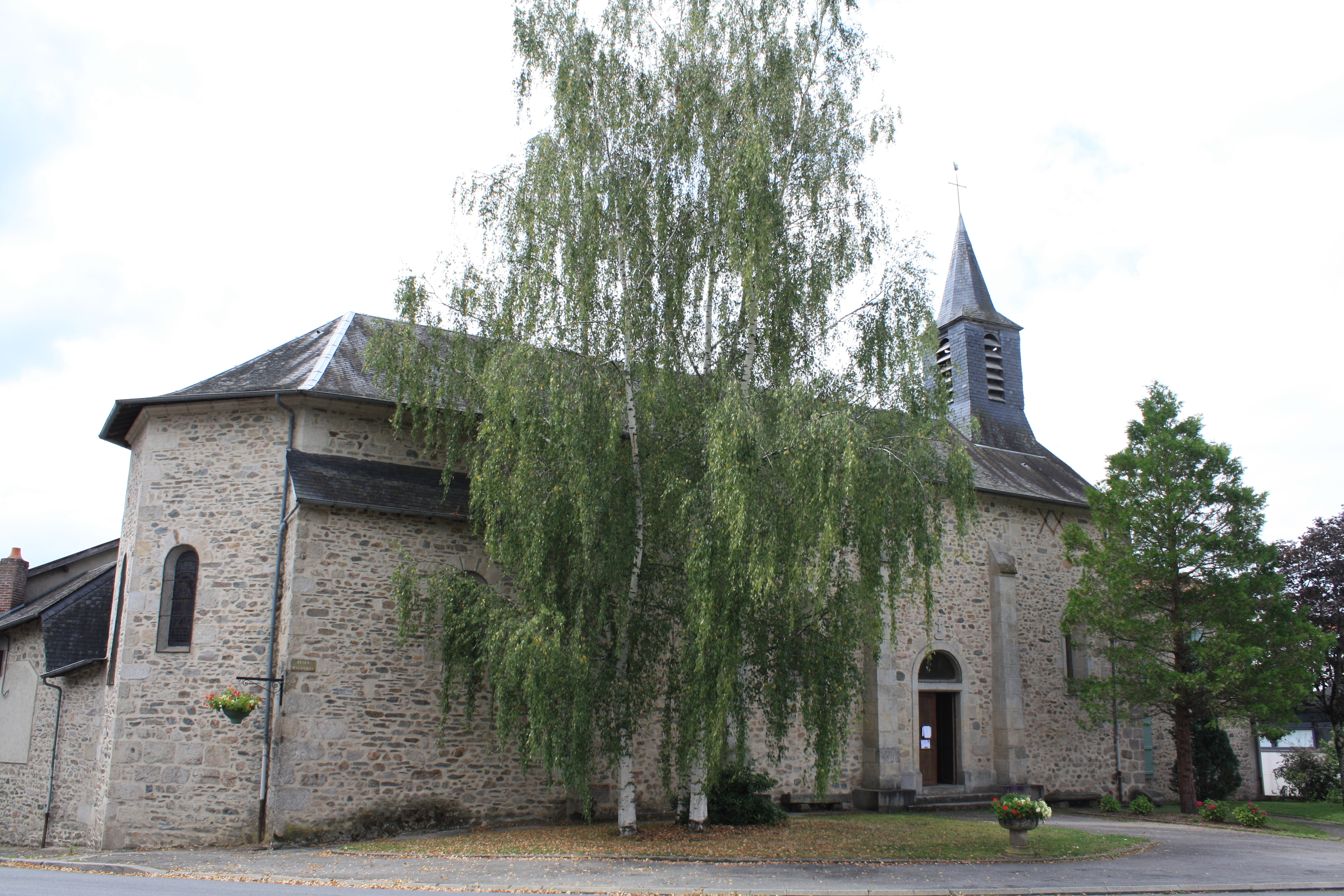
Kirche Saint-Brice

- Kirche Saint-Brice